# مارتین لوپز
مارتین لوپز (به اسپانیایی: Martín López) نوازنده درام سوئدی-اروگوئه‌ای است. وی بیشتر به عنوان درامر سابق گروه اپث شناخته می‌شود و هم‌اکنون عضو ابرگروه پراگرسیو متال سوئن است. پدر و مادر او مهاجرانی اروگوئه‌ای بودند که به سوئد مهاجرت کرده بودند و او نیز متولد سوئد است.
لوپز در سال ۱۹۹۷ و پس از ترک گروه ملودیک دث متال آمن امارث، به گروه پراگرسیو دث متال اپث پیوست و با این گروه آلبوم‌های آغوش من، نعش‌کش تو، طبیعت بی‌جان، پارک بلک‌واتر، رهایی، نفرین شدگی و اوهام روح را ضبط کرد. هرچند در ماه مه ۲۰۰۶ گروه را به دلیل مشکل سلامتی برای همیشه ترک کرد و جای خود را به مارتین اکسنروت داد. در سال ۲۰۱۰ به ابرگروه سوئن پیوست و همچنان بر روی گروه قدیمی خود Fifth to Infinity نیز تمرکز دارد.